# 三灣石母祠
24°39′00″N 120°57′09″E / 24.649985°N 120.952496°E
三灣石母祠，是位於臺灣苗栗縣三灣鄉三灣村、中港溪畔的石母娘娘廟。

## 歷史
三灣石母祠原先三灣人在三灣村肚兜角的一棵櫸木下設案膜拜一顆被視為石母的石頭。傳說這位石母閨名為陳蓮英的清朝貴州人，因家境貧苦從小替人幫傭，長大後代人撫育小孩，她對每名嬰幼兒都視如己出，往生後被封以神職，繼續看護凡塵孩兒。1973年改建廟身，廟占地不大，以一條以青石古道通往此廟。祠和拜亭都在茂密涼蔭下，面對寬闊的中港溪。三灣鄉長黃文貴上任後，開闢兩條道路，方便信徒前往。鄉公所向客家委員會提出「石母祠步道客家生活環境營造計畫」，爭取500萬元補助，為石母祠環境作改造。

## 祭祀
桃竹苗一帶的客家人有供奉石母娘娘，以祈求孩童平安、健康成長的習俗。
三灣石母祠廟方會給小孩一枚古銅錢，以紅線串起做為護身符配帶保平安。曾武雄表示每逢中秋節時，許多離鄉外出的三灣鄉人，會返鄉替石母祝壽。鄉民陳玉琪回憶，小時候被父母騙說自己是從石頭生出來的，起初她不相信，但誕辰時看到家家戶戶都去祭拜，便曾信以為真，自己當母親後也會帶孩子去祭拜。廟方也與八德霄裡石母娘娘廟有所交流。